# كريستيان برينتانو
كريستيان برينتانو (بالألمانية: Christian Brentano)‏ (و. 1784 – 1851 م) هو شاعر، ومؤلف، وكاتب ألماني، ولد في فرانكفورت، توفي في فرانكفورت، عن عمر يناهز 67 عاماً.